# 色树背墓群
色树背墓群，位于中国吉林省柳河县城东南20公里，为一个省级文物保护单位，类型为古墓葬，公布时间为1987年10月20日。该文物保护单位由柳河县文管所管理。
色树背墓群的历史年代为高句丽至渤海时期。